# Thomas Süssli
Thomas Süssli, originaire de Wettingen (AG) et né le 24 septembre 1966 à Zurich (ZH), est un officier général suisse. Il est le chef de l'Armée suisse depuis le 1er janvier 2020.

## Parcours civil
Thomas Süssli a d'abord effectué un apprentissage de laborantin en chimie, avant de se reconvertir à Bâle dans l'informatique. Titulaire d'un executive MBA de la Haute école technique et économique de Coire, il fait carrière dans le monde bancaire. Il travaillera notamment pour UBS, Vontobel et Credit Suisse. De 2001 à 2007, il dirige une société dont il est copropriétaire : IFBS AG, à Zurich.
Süssli est marié et père de deux enfants.

## Carrière militaire

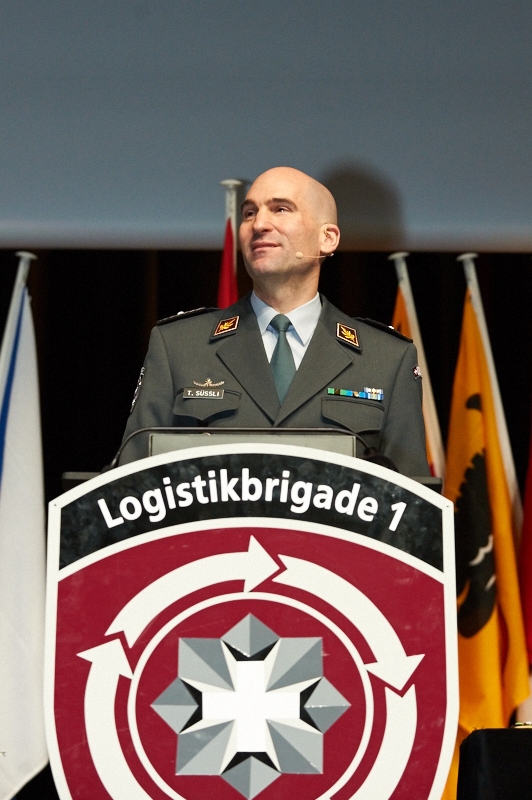
Thomas Süssli, en 2016, alors brigadier, lors du rapport de la brigade logistique 1.

Nommé capitaine en 1995, Thomas Süssli commande une compagnie d'hôpital mobile. Il obtient par la suite le grade de major EMG, puis de lieutenant-colonel EMG assorti de la fonction de commandant d'un bataillon d'hôpital. 
En 2012, il devient colonel EMG et occupe alors la fonction de commandant remplaçant de la brigade logistique 1.
Ce n'est qu'en 2015 qu'il rejoint le corps des officiers de carrière, lorsque, promu brigadier, il prend le commandement de la brigade logistique 1. Trois ans plus tard, il obtient le grade de divisionnaire.
Le 4 septembre 2019, la conseillère fédérale Viola Amherd annonce que Thomas Süssli prendra le commandement de l'Armée suisse le 1er janvier 2020, succédant ainsi au Commandant de corps Philippe Rebord. Cette annonce est une surprise, car en plus d'être un civil de formation, d'autres noms étaient pressentis, notamment le divisionnaire vaudois Claude Meier. Le brigadier Germaine Seewer était également pressenti car, la nomination du successeur de Philippe Rebord intervenant peu après la grève des femmes du 14 juin 2019, dans un contexte éminemment féministe, et Viola Amherd étant la première femme à occuper la fonction de chef du DDPS, il était envisageable qu'une femme fût nommée pour la première fois à la fonction de Chef de l'Armée.
Le 25 février 2025, il annonce sa démission de ses fonctions de chef de l'Armée pour la fin de l'année.

## Distinctions
|  |  |  |
|  |  |  |

|                                           |                                           | Insigne de prestation de service avec trois rosettes en or |
| Distinction de tir au pistolet (niveau 1) | Distinction de sport militaire (niveau 1) | Insigne de mission en Namibie                              |